# ヤングキャベツ
ヤングキャベツは、主に新潟県で活動するお笑いコンビ、ローカルタレント。ともに新潟県長岡市出身で、新潟市を本拠地とする「お笑い集団NAMARA」のメンバー。1996年結成。2011年4月25日に一度解散するも、2016年12月26日に再結成。

## メンバー
中静 祐介（なかしずか ゆうすけ、1980年5月11日 - ）
- 趣味:テクノダンス、格闘技観戦
- 特技:野球、バスケットボール

高橋 なんぐ（たかはし なんぐ、1981年3月27日 - ）
- 趣味:阪神タイガース、ビートルズ
- 特技:ボウリング、物書き

## 出演番組
- ゲンセキ（TBSテレビ）
- イブニング王国!（BSNテレビ）
- スマイルスタジアムNST（NST新潟総合テレビ）
- Q職 THE WAVE（FM PORT、高橋のみ）
- ゴゴラク!（BSNラジオ、「なんぐの働く人訪問!」高橋のみ）
- 笑いの金メダルjr.くりぃむ杯（ABCテレビ制作・テレビ朝日）
- オートバンク（新潟ローカルのCM）